# ندای وظیفه: آنلاین
ندای وظیفه آنلاین (به انگلیسی: call of duty online و به چینی: 使命召唤online(پینین شیمینگ ژائوهوان آنلاین))یک بازی تیراندازی اول شخص و اولین بازی آنلاین، رایگان و انحصاری چین در فرانچیز و سیرتکاملی ندای وظیفه ، توسعه‌یافته توسط ریون شانگهای و اکتیویژن شانگهای و توزیع شده توسط تنسنت است. بااینحال که در ۲۰۱۲، بازی برای کل جهان عرضه شد، در ۲۰۱۵ به انحصاری چین درآمد. اگر امروز در مورد این بازی خبری نیست، دلیلش چیزی جز کم بودن پلیر های آنلاین در آن زمان، بسته شدن در سال ۲۰۲۱ توسط تنسنت و عرضه شدن ندای وظیفه موبایل  نبود. در امروز همه‌ی بازی کن های ندای وظیفه آنلاین را در ندای وظیفه موبایل مشاهده می کنیم. 

## تاریخچه
بعد از عرضه call of duty modern warfare2، شرکت  ارائه‌دهنده بازی ، اکتیویژن ، شروع به توسعه بازی بود که در بازار بازی ارائه دهد. اما شروع به مبارزه با قانون ها و قیمت چین افتاد. با این حال که در سال ۲۰۱۱، اکتیویژن با شرکت سازنده‌بازی چینی به همکاری درآمد تا یک عنوان انحصاری چینی در سیرتکاملی ندای وظیفه را بسازد. در زمان توسعه این بازی و آزمایش‌های اولیه، واکتیویژن شانگهای حضور داشته است که در سال ۲۰۱۵، کار ها به ریون سافتور منتقل شد. در ۳۱ آگوست سال ۲۰۲۱، تمام سرور ها، توسط تسنت، خاموش شدند و پلیر ها به ندای وظیفه موبایل انتقال یافتند.